# فريتز بومغارتن
فريتز بومغارتن (بالألمانية: Fritz Baumgarten)‏ هو لاعب كرة قدم ألماني، ولد في 21 ديسمبر 1886 في برلين في ألمانيا، وتوفي في 17 مايو 1961. شارك مع منتخب ألمانيا لكرة القدم. أما مع النوادي، فقد لعب مع تنس بوروسيا برلين.

## وصلات خارجية
- فريتز بومغارتن على موقع قاعدة بيانات كرة القدم.إي يو (الإنجليزية)
- فريتز بومغارتن على موقع ناشيونال فوتبول تيمز (الإنجليزية)
- فريتز بومغارتن على موقع عالم كرة القدم.نت (الإنجليزية)